# Ndjembé
 (avril 2016).
Si vous disposez d'ouvrages ou d'articles de référence ou si vous connaissez des sites web de qualité traitant du thème abordé ici, merci de compléter l'article en donnant les références utiles à sa vérifiabilité et en les liant à la section « Notes et références ».
Le ndjembè (ou niembé, njembe, nyembe), est considéré comme une religion autochtone du Gabon.
Les rites d'initiation des femmes les amènent à une connaissance très approfondie des plantes et de leurs effets. Le but est la recherche du pouvoir sur le mâle. Il est essentiellement pratiqué par les femmes des ethnies Mpongwè, Myènè et Benga (matriarcales).
Le ndjèmbè est aussi une institution initiatique féminine hiérarchisée et placée sous l’autorité d’une présidente, la Ngwèvilo, et comportant des initiées et des postulantes. 
La ngwèvilo est une femme d’âge mûr, investie de certains pouvoirs et chargée de conduire et de diriger les cérémonies cultuelles, en un lieu donné.
Outre que ces ethnies susmentionnées, le nyèmbè est pratiqué de toute éternité par les populations du Gabon central désignées 'Mèmbè', que sont les Mokandè, les Simba, les Ghapindzi, les Bavové, les Mitsogho, les Kotakota (différents des Bakota) et les Ghaviya. C'est de là-bas que viendrait cette tradition ancestrale, mais plus précisément chez les Mokandè et les Simba de la Lopé. D'ailleurs des études anthropologiques ont révélé des similitudes très marquées entre le mimianga (nyèmbè uniquement chez les Mokandè) et le nyèmbè Mpongwè. Aujourd'hui, la totalité des ethnies du sud le pratiquent. Il faut souligner que cette tradition est antérieure au Mwiri des hommes, car dit-on que les hommes l'auraient légué aux femmes pour accaparer le Mwiri que les femmes avaient découvert et n'avaient pu maîtriser. Cette tradition est gérée également par une prêtresse désignée souvent ' Koumoudiombo ou koumoubènga'.